# 98 km (obwód wołyński)
98 km (ukr. 98 км) – przystanek kolejowy pomiędzy miejscowościami Dołhe i Boryskowicze, w rejonie łuckim, w obwodzie wołyńskim, na Ukrainie. Położony jest na linii Lwów – Łuck – Kiwerce.